# Leszek II.

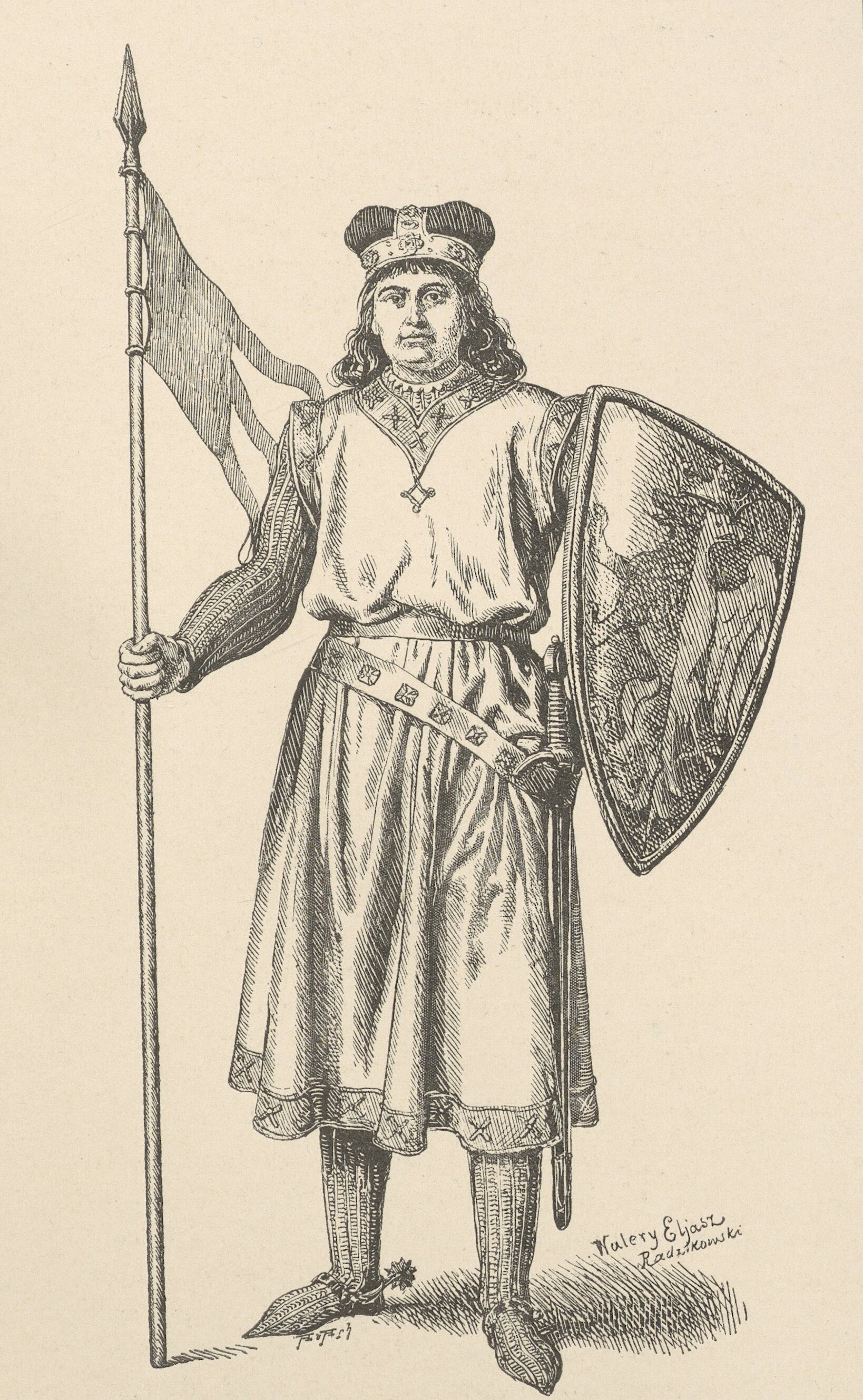
Leszek II

Leszek der Schwarze (polnisch Leszek II Czarny; * 1241; † 30. September 1288 in Krakau) war ab 1261 Herzog von Sieradz, ab 1267 Herzog von Łęczyca, von 1273 bis 1278 Herzog von Kujawien in Inowrocław, sowie ab 1279, als Leszek II., Herzog von Kleinpolen in Sandomierz und Krakau, durch Letzteres Seniorherzog von Polen. Herzog Leszek entstammte der Dynastie der Piasten.

Persönliches Wappen

## Leben
Leszek war der älteste Sohn Herzogs Kasimir von Kujawien und dessen Ehefrau Konstanze. Er hatte einen jüngeren Bruder Siemomysław. Er war zudem durch die Heirat seines Vaters mit Euphrosina Halbbruder des späteren polnischen Königs Władysław I. Ellenlang und Enkel Konrads von Masowien.
Bolesław der Schamhafte hatte den Anspruch auf den Thron in Krakau von seinem Vater Leszek I. übernommen. Da er keine männlichen Nachkommen hatte, hatte er bestimmt, den Krakauer Thron an Leszek aus Łęczyca und Sieradz zu übergeben. Dies geschah mit seinem Tod im Jahr 1279, ohne dass es zum Kampf um das Seniorat kam. Während seiner Regentschaft entstanden in Kleinpolen die ersten Ideen vom wiedervereinigten Königreich Polen, die letztlich zur Vereinigung des polnischen Staats nach fast zwei Jahrhunderten der Spaltung führten. Leszek suchte nach der Unterstützung der Bürger und begünstigte, wie es bereits sein Vorgänger getan hatte, die aus Deutschland eingewanderten Kolonialisten. Dies führte zur Empörung und zum Aufstand einheimischen Adel und der Geistlichkeit, die er bekämpfte. Im Jahr 1285 musste er sogar vorübergehend im Königreich Ungarn Zuflucht suchen. Dort sammelte er eine Hilfsarmee, kehrte zurück und konnte das Land wieder in Besitz nehmen. Auch die Krakauer Bürger hatten ihm zur erfolgreichen Rückkehr verholfen, da sie ihre Stadt, in die sich seine Gemahlin Gryphina zurückgezogen hatte, gegen alle Angriffe der polnischen Aufständischen verteidigt hatten. Als Dank erhielten sie das Recht, Krakau befestigen zu dürfen. Es wurde eine hölzerne Befestigungsanlage errichtet und die Stadt mit einem tiefen Graben umgeben.
Ein Jahr vor seinem Tod wurde das Land von Tataren der Nogaier-Horde unter Kara Nogai Khan überfallen. Die Invasoren kamen bis vor die Tore Krakaus, konnten die Stadt jedoch nicht einnehmen. Die Bürger der Stadt, die erneut tapfer gekämpft hatten, erhielten dafür 1288 die Zollfreiheit. Doch währte seine Herrschaft nicht lange, denn drei Jahre nach seiner Rückkehr aus Ungarn starb Leszek. Er hinterließ, wie sein Vorgänger, keinen Erben als Nachfolger, sodass eine langjährige Auseinandersetzung um den Krakauer Thron einsetzte. Dabei gab es zunächst mehrere Kandidaten, die für die Nachfolge favorisiert wurden. Die Adligen Kleinpolens stellten sich hinter Boleslaw von Masowien, während die Bürgerschaft Krakaus die Wahl Heinrichs IV. von Breslau unterstützte. Es gelang Heinrich, die Nachfolge anzutreten, doch seine Herrschaft endete 1290 mit seinem Tod, so dass es um die Thronfolge erneut zu Auseinandersetzungen kam.
Jerzy Benjamin Flatt berichtete 1810 in seiner Topographie des Herzogthums Warschau, dass Leszek im Jahr 1275 von seinem Vorgänger adoptiert wurde. Er schrieb über Leszek: „Er vernichtete das Königreich Halicz, […] vereinigte die Jadzwinger (Podlachen) mit Polen. Die Tatarn aber, welche überall schrecklich plünderten, konnte er nicht züchtigen. Er hinterließ bei seinem Tode das Reich in der größten Unordnung und zerrüttet durch innere Kriege.“

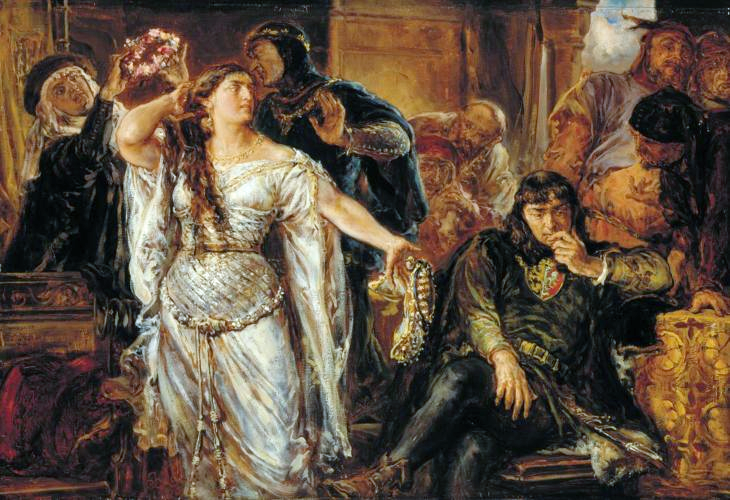
Leszek II. und seine Gemahlin Gryfina (Gemälde von Jan Matejko)

Leszek war seit 1265 mit Agrippina von Slawonien (auch Gryfina Halicka, oder Gryphina um 1248–um 1305) verheiratet, einer Tochter von Rostislaw Michailowitsch von Slawonien (* 1210; † 1262/1264), Fürst von Kiew und dessen Ehefrau Anna von Ungarn (* 1226), einer Tochter des ungarischen Königs Béla IV. Er wurde bei den Dominikanern der Kirche zur heil. Dreifaltigkeit in Krakau beigesetzt. Er hatte während seiner Regierungszeit von 1279 bis 1288 auch Brakteaten aus Silber schlagen lassen, die mit dem Brustbild eines Ritters mit Ringelpanzer und Haube, mit einem Schwert in der rechten und dem Schild in der linken Hand, auf dem der polnische Adler zu sehen war. Sie zeigte zudem die Umschrift LESTCUS + DUX